# Jacque Mercer
Jacquelyn Joy Mercer (7 janvier 1931 - 2 février 1982) est couronnée Miss America en 1949.

## Biographie
Elle naît à Thatcher dans l'Arizona aux États-Unis. Elle est élue Miss America en 1949,.

## Source de la traduction
- (en) Cet article est partiellement ou en totalité issu de l’article de Wikipédia en anglais intitulé « Jacque Mercer » (voir la liste des auteurs).